# C-244

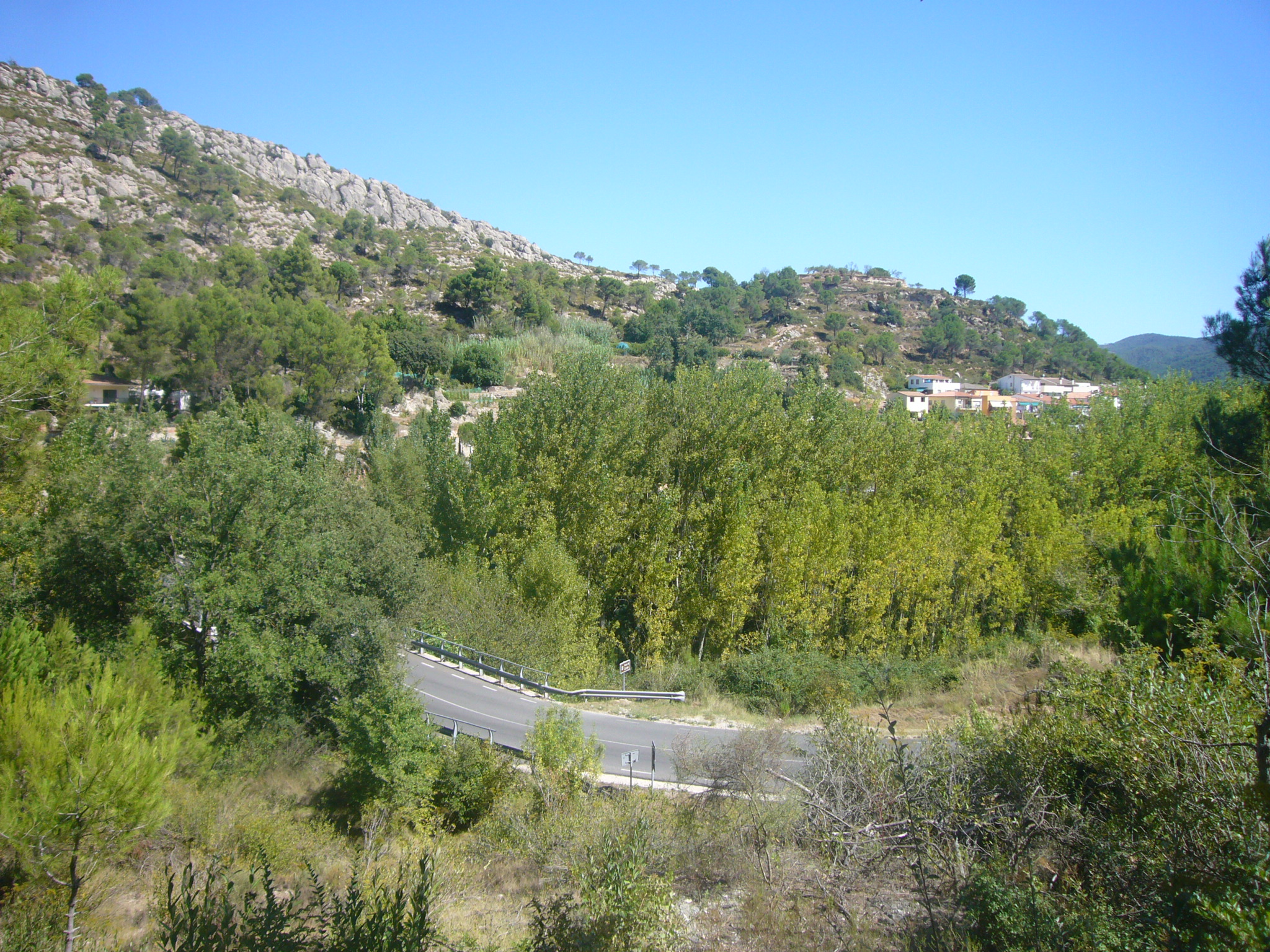
Pont de la C-244 sobre la riera de Carme, amb el barri de Sant Andreu (la Pobla de Claramunt) al fons.

C-244 fou la codificació de la carretera (aleshores considerada comarcal) des de Vilanova i la Geltrú (Garraf) fins a Igualada (Anoia) passant per Vilafranca del Penedès, Sant Quintí de Mediona (Alt Penedès) i Capellades (Anoia) entre altres poblacions. El recorregut total era d'uns 53 km, i els punts quilomètrics creixien en sentit Vilanova.
Actualment aquest recorregut està cobert per la carretera de la xarxa bàsica primària de Catalunya C-15, que en alguns trams discorre per on antigament hi havia la C-244, i en alguns altres discorre en variant, i que evita el pas per tots els nuclis urbans per on passava la carretera antiga.
El primer tram substituït per la C-15, amb un recorregut situat més a l'est, va ser Sant Pere de Riudebitlles - Sant Quintí de Mediona - Capellades - Igualada. Amb la re-codificació de carreteres de 2001, aquest tram passà a denominar-se C-244a; el tram entre Vilanova i la Geltrú i Vilafranca va passar a denominar-se C-15, mentre que el tram entre Vilafranca i Puigdàlber va conservar el nom de C-244.
El 2 de desembre de 2011 va entrar en servei un nou traçat de la C-15 entre Vilanova i la Geltrú i Puigdàlber. Els nous trams projectats en variant van deslliurar de trànsit intercomarcal els trams de l'antiga C-244 entre l'enllaç amb la C-32 a Vilanova i la Geltrú i Canyelles, i entre Vilafranca del Penedès i la Granada. Aquests trams estan actualment codificats com a C-15z